# اسماعیل کوهسرخی
اسماعیل کوهسرخی ترشیزی (۱۲۴۰–۱۳۱۳ ه‍. ق) در روستای تولا از توابع شهرستان کوهسرخ ترشیز زاده شد. وی از روحانیون عصر خود و از شاگردان میرزای شیرازی در سامرا بود. وی در مشهد کرسی تدریس داشت و در مسجد گوهرشاد اقامهٔ نماز جماعت می‌نمود، همچنین ریاست حوزه علیمه مشهد در آن وقت منحصر و متوجه به او بوده است.
وی در ربیع‌الاول سال ۱۳۱۳ قمری درگذشت و در دارالسیاده دفن گردید.